# 高恩美
高恩美（韓語：고은미，1976年7月7日—），韓國女演員、女歌手。1990年代中後期以歌手身份出道，2001年正式轉型為演員。以演繹惡女見長，著名作品有《那樣也喜歡！》、《愛你千萬次》、《暴風的女子》以及擔綱女主角的《危險的女人》等。

## 職涯

### 1995年至2006年：歌手出道，轉型演員
高恩美高中就讀安養藝術高等學校，主修芭蕾舞蹈，但因健康問題轉而專研表演。高三時，她受到導師的推薦，雖然不會唱歌，但仍順利通過了歌手試鏡，並在1995年以三人團體「T.Ra.V」（티라비）出道。「T.Ra.V」的全名是TV+Radio+Video，高恩美代表的是需要顏值的TV，並負責演唱饒舌，但她自認歌手的身份並不適合自己，該團體也僅發行過一張專輯《Hey! Hunter》（헤이! 헌터）便解散。
高恩美於90年代末曾特別演出MBC的青春情境喜劇《三男三女》，在大學時期也擔任過韓服模特兒，此經歷成為契機，在2001年透過張鎮執導的電影《殺手公司》正式轉型為演員。同年，高恩美獲得了第一個常規角色，於KBS 2TV的日日連續劇《為什麼女人？》中，扮演李輝香的長女金恩美，該劇共有152集。然而，在結束該劇的拍攝後，她因經紀約問題纏訟，而沉寂了一段時間。
2004年，在裴勇浚所代言的京南尊榮村的廣告中，高恩美飾演一名清純女大生。2005年，她再次和裴勇浚合作，於臺灣東森購物的形象廣告《幸福微笑》裡，飾演裴勇俊的初戀，因此被冠上「裴勇浚的戀人」的稱號，並受到關注。
2006年，高恩美在KBS 1TV於晨間時段播出的TV小說《變江與你相遇》中常規演出，飾演女主角宋英善（金允慶飾演）的妹妹宋英彩。該劇是知名編劇李錦林作家改編自己在1997年為SBS所撰寫的日日連續劇《超越地平線》，角色原型是由朴素賢飾演的宋英敏。宋英彩是個懷有電影明星夢、主修芭蕾的鄉下女高生，這與高恩美的早年經歷頗為相像。與此同時，高恩美也在晚間播出的日日連續劇《19歲的純情》中，短暫演繹男主角（徐芝釋飾演）的初戀夏秀晶。

### 2007年至2015年：惡女演技與眼淚女王
2007年秋季至2008年春季，高恩美首次爭取到擔綱要角的機會，在金順玉作家為MBC執筆的晨間連續劇《那樣也喜歡！》中，飾演製鞋財閥千金徐明芝。她在劇中除了經歷喪母之痛，還處處為難同母異父的姊姊李孝恩（金志祜飾演），與之對立、製造事端等。她詮釋喪母的悲痛令人為之動容，並透過毒辣的眼神與狂怒的反派演技收獲好評，以此入圍MBC演技大獎的女子新人賞。該劇自首播以來，收視率一直位居晨間劇之首，高於同時開播的《討厭也喜歡》以及《善良女子白日紅》，並取得超過20%以上的高收視。除了情節狗血外，高恩美的惡女演技也功不可沒。
2008年秋季，高恩美與金順玉作家仍維持聯繫，並受邀參演SBS日日劇《妻子的誘惑》，扮演後來令金瑞亨聲名大噪的申艾莉，但她當時已敲定參演《即使恨也要再愛一次》，飾演身懷作家夢的無業在室女崔尚熙，因此婉拒了演出邀約。不過在《即使恨也要再愛一次》開拍後，KBS臨時廢止了2TV的晚間日日劇，該劇在隔年重新編製為水木劇時，角色遭到刪除，因而喪失演出機會。
高恩美經歷了兩次戲約落空後，才在2009年的夏季迎來第二次擔綱主演的機會，於SBS的週末劇場《愛你千萬次》中，飾演具有母愛卻不孕的悲戚女子李善瑩。她企圖藉由詮釋悲情的角色，來翻轉惡女演技的形象，但也坦言委曲求全的性格與她本人並不相符，因此扮演該角負有壓力。由於角色除了不孕，還飽受惡婆婆（李輝香飾演）的欺壓，從第一集開始便哭戲不斷，高恩美因此受封「新眼淚女王」。她還另外詮釋了被丈夫（柳鎮飾演）背叛的淚水、對小三（李施昤飾演）憤怒的淚水，以及疼惜兒子的母性淚水，三種不同的哭戲為她的演技帶來好評。劇組以及同劇演員史美子、李輝香，均讚揚高恩美的外貌與演技，猶如年輕時期的金甫娟。在劇集後期，原本善良的角色，性格丕變，使高恩美再度展現反派演技，但她認為善瑩是因危機意識的浮現，為守護家庭才使出手段，並非無來由作惡的惡女。
《愛你千萬次》首播時，獲得不錯的迴響，收視在開播後的一個月便突破20%，於隔年冬季播出的完結篇更取得29.6%（AGB尼爾森）與29.7%（TNmS）的高收視。在此期間，金順玉作家正編寫SBS月火劇《天使的誘惑》，並二度邀約高恩美參演，但因與《愛你千萬次》的檔期重疊，她不得不再次婉拒。另一方面，高恩美也重登大螢幕，與李施昤再度合作，共同參與電影《洪吉童的後裔》的演出。
2010年夏季，高恩美跨足實境節目，在QTV播映的《男人的資格》女性版《女人萬歲》中，擔任固定班底，期望能透過該節目展現本身率真的性格。與此同時，她也參演了SBS的月火劇《我是傳說》，飾演過氣的女歌手吳蘭熙，是為女主角（金廷恩飾演）長期的勁敵。這是高恩美首次在戲劇作品中扮演歌手，為了再展歌喉，還特地接受Beige的發聲特訓，並嘗試與過往截然不同的造型。高恩美在劇中詮釋過氣明星的悲哀與恨，平時清純高傲的角色，一瞬間臉紅脖子粗地邊流淚，邊對女主角撒氣，該猛然怒吼的演技細節，因過於逼真而獲得好評，也成功褪去前部作品中，總是淚眼婆娑的悲情形象。除了引起觀眾的關注，還被戲稱為「第二個申艾莉」。
2010年秋季，高恩美應張鎮導演的邀約，特別出演電影《猜謎王》，飾演一名具有承先啟後作用的悲慘女子。與此同時，金順玉作家第三度邀約，請她詮釋SBS週末劇場《微笑，媽媽》中，擺脫貧困並成為最優秀的國會議員助理的黃寶美，此次終於促成她們第二次合作。黃寶美不僅是有婦之夫信莫累（李在煌飾演）的初戀兼小三，也是個為了得到所愛的男人而不擇手段的惡女。高恩美期盼能夠塑造出一個使人理解、有魅力且有深度的反派，而她詮釋出為復仇而作惡無端的反派，演技依舊獲得好評。不過，該角色一再用小伎倆陷害原配姜神英（尹晶喜飾演），以及背離現實的不合理設定、過於狗血的情節等，均使觀眾對該劇感到不耐而引來負評。
因反派形象過於強烈，高恩美收到許多反派角色的邀約，但她期望能藉由扮演活潑開朗的角色，來擺脫被定型的演技形象。2011年夏季，她擔綱KBS 2TV的獨幕劇《Drama Special－第7天》的女主角，飾演明知道男友是具有變態傾向的偷拍疑犯，卻為愛掩蓋真相的護理師妍熙，演技受到好評。
2011年秋季，高恩美首度在電視劇中挑大樑，在MBC的晨間劇《危險的女人》中扮演財閥千金姜有蘿，詮釋一個外向又正派的新時代女性，並為守護家人而和父親的外遇對象（金甫娟飾演）及私生女（黃寶羅飾演）權謀對抗。高恩美原本是收到演繹惡角姜素蘿的演出提議，企圖轉型的她，便向導演極力爭取和自己性格較為相像的姜有蘿一角。該劇的收視一直維持在10%至15%之間，主要收視群為60歲以上的女性觀眾。
2013年夏季，高恩美時隔一年三個月回歸小螢幕，在SBS的大企劃《黃金帝國》中飾演財閥大媳婦朴恩庭，該角是出身美國MBA的高冷女子，除了富含知性魅力，也將在家產爭鬥時展露慾望。在被丈夫（嚴孝燮飾演）背叛的情節裡，高恩美詮釋從冷漠的態度到心碎哀戚的哭戲，因完美地消化細膩情感而受到好評；在爭奪權力的戲碼中，則因陷入困境，展現出既憤怒又絕望的表情而受到注目。劇中，散發高貴氣息的造型也引發熱議。
2014年初，參與電影《米酒女孩》的拍攝，飾演和藹的生活指導教師金河靜，是個給予製作米酒的學生們支持與應援，如同母親般溫暖的人物，並與飾演同事的林元熙詮釋感情戲，該電影於2015年上映。2月，前往香港與翟威廉共同拍攝由CMB與TVB合製的浪漫旅行實境節目《Romantic Hong Kong》，並於4月首播。4月，於TV朝鮮情境劇《妻子醜聞－起風了》的第四集「愛情的電力」中，飾演周旋於丈夫朴相勉、紳士男金鎮祐與小鮮肉林允浩等三個男人之間的有夫之婦，並透過各種扮相與多樣性格的揣摩，展現八色鳥般魅力的演技而獲得好評。
2014年秋季至2015年春季，高恩美第三度主演MBC晨間劇，於《暴風的女子》中飾演都惠彬，扮演一個對他人毫不關心，只以自我為重的女子，不僅厭倦假面婚姻，還迷戀與初戀長得相像的朋友的丈夫，並為此背叛朋友、橫刀奪愛。巧合的是，與高恩美共同詮釋不倫戀的朴俊赫，在現實生活中也正好是高恩美的大學同學蔡紫妍的丈夫。都惠彬作為富家千金，因身為小妾的女兒而自幼產生創傷，並存有被害意識。時隔八年再度接演晨間劇惡角的高恩美，設法將角色內化，她表示自己較常按耐著性子，但都惠彬經常暴走，不過嘶吼與怒瞪的演出對她來說相當有趣。該角在劇中挑發的行動，以及所涉及的惡行，包括肇逃、詐欺、綁票、偽造與賄賂等，均引起話題；而高恩美所嘗試的卷短髮造型，以及華麗的衣裳與妝容，也受到女性觀眾的注目。該劇首播當時，取得單集最高18.3%（TNmS）與16.3%（AGB）的收視紀錄，不僅位居晨間劇之首，每日收視也經常保持在前五名之內。
2015年秋季，在網路劇《到底是怎麼回事啊》中飾演女主角柳安娜，和偶像團體Block B的成員宰孝攜手詮釋相差15歲的姐弟戀，兩人的實際年齡上也確實相差近15歲。

### 2017年至今：婚後復工
高恩美結婚生子後，時隔近兩年才在2017年回歸小螢幕，參與MBC的日日連續劇《歸來的福丹芝》，飾演具有高傲魅力的千金洪蘭英，是個猶如嫉妒般化身，並為戲增添緊張感的反轉人物。於拍攝該劇的期間，高恩美懷上第二胎，她在安全的前提下，仍完成了全劇的拍攝。
2018年9月至2019年1月，高恩美同夏希羅與安善英主演KBS 2TV的晨間連續劇《車達萊夫人的愛情》，她所飾演的音樂劇演員南美萊，是個具性感與挑發魅力的大嬸，雖然以華麗的外貌與時尚的穿著在網路上走紅，但實際上是個干物女。高恩美認為這個角色既不是惡角，也不是嚴肅的人物，而是在外光鮮亮麗，在家卻是邋遢的干物女，因為有別於自身所以覺得有趣，才決定在產後的八個月復工，甚至認為這是難得一遇的「人生角色」。劇集播出後，從受矚目的音樂劇演員，到富有反差的干物女，再到強烈的率性女性，高恩美因展現出多彩的魅力而受到好評。該劇雖然是KBS重啟晨間劇的第一部作品，但劇集仍無法在日日劇式微的時代，挽救KBS在晨間時段的頹勢。因此，該檔期在該劇劇終後遭到廢止，是KBS目前最後一部晨間劇。
2018年11月，高恩美特別演出KBS W的自製劇《時間停止的瞬間》，扮演一個沒血沒淚的再開發事業家恩英，為戲增添緊張感。
2023年，金鎮炯導演聯繫了很想演戲的高恩美，她看過MBC日日劇《天空的因緣》的劇本後，覺得全美江這個角色很有魅力，便決定接演該劇。全美江是個遭受丈夫背叛，而展開復仇的財閥女，這有別於她過往總是扮演的大反派，因此令她躍躍欲試。演出過程中，高恩美因過度使用聲帶，而導致聲帶結節

## 個人生活
高恩美出生於1976年，但出道時，應經紀公司的要求，謊報出生年份為1979年，不過她並不避諱告訴同事與工作人員。本名安恩美的她，因經紀公司的社長喜歡高素榮，因此才將姓氏更換成「高」作為藝名。
2015年2月，宣布於同年5月12日與年長8歲的企業家步入禮堂。長女在2016年5月2日出生，次女於2017年12月19日誕生。
2020年，丈夫楊某的國小同學金某控告楊某涉嫌詐欺，楊某一審宣判處以有期徒刑3年6個月。

## 影視作品

### 電視劇
| 年份 | 電視台     | 作品                        | 角色     | 備註                       |
| ---- | ---------- | --------------------------- | -------- | -------------------------- |
| 1997 | MBC        | 《三男三女》                | 高恩美   | 特別出演                   |
| 2001 | KBS2       | 《為什麼女人？》            | 金恩美   |                            |
| 2002 | KBS2       | 《女高同窗生》              |          |                            |
| 2003 | KBS1       | 《武人時代》                | 後宮純珠 |                            |
| 2005 | KBS1       | 《HD TV文學館－蕎麥花遍地》 | 海娟     |                            |
| 2006 | KBS1       | 《變江與你相遇》            | 宋英彩   |                            |
| 2006 | KBS1       | 《19歲的純情》              | 夏秀晶   |                            |
| 2006 | MBC        | 《最佳劇場－高湯的滋味》    | 善熙     |                            |
| 2007 | MBC        | 《那樣也喜歡！》            | 徐明芝   | 主演                       |
| 2008 | KBS2       | 《即使恨也要再愛一次》      | 崔尚熙   | 主演；日日劇版（中斷製作） |
| 2009 | SBS        | 《愛你千萬次》              | 李善瑩   | 主演                       |
| 2010 | SBS        | 《我是傳說》                | 吳蘭熙   |                            |
| 2010 | SBS        | 《微笑，媽媽》              | 黃寶美   |                            |
| 2011 | KBS2       | 《Drama Special－第7天》    | 妍熙     | 主演                       |
| 2011 | MBC        | 《危險的女人》              | 姜有蘿   | 主演                       |
| 2013 | SBS        | 《黃金帝國》                | 朴恩庭   |                            |
| 2014 | TV朝鮮     | 《妻子醜聞－起風了》        | 高恩美   | 主演                       |
| 2014 | MBC        | 《暴風的女子》              | 都惠彬   | 主演                       |
| 2015 | Daum tvPot | 《到底是怎麼回事啊》        | 柳安娜   | 主演                       |
| 2017 | MBC        | 《歸來的福丹芝》            | 洪蘭英   |                            |
| 2018 | KBS2       | 《車達萊夫人的愛情》        | 南美萊   | 主演                       |
| 2018 | KBS W      | 《時間停止的瞬間》          | 恩英     | 特別出演                   |
| 2023 | MBC        | 《天空的因緣》              | 全美江   | 主演                       |

### 電影
| 年份 | 作品               | 角色         | 備註     |
| ---- | ------------------ | ------------ | -------- |
| 2001 | 《殺手公司》       | 吳英蘭       |          |
| 2006 | 《露水後》         | 女高生1      |          |
| 2009 | 《洪吉童的後裔》   | 崔秀英       |          |
| 2010 | 《猜謎王》         | 林妍宜       | 特別出演 |
| 2014 | 《我們是兄弟》     | 年輕時的勝慈 | 特別出演 |
| 2015 | 《米酒女孩》       | 金河靜       |          |
| 2015 | 《像豬一樣的女子》 | 辣妹1        | 特別出演 |
| 2024 | 《該隱的都市》     | 娜卿         |          |

### 主持
- 2010年：QTV《女人萬歲》
- 2014年：CMB、TVB《Romantic Hong Kong》

## 音樂作品

### 專輯
| 《Hey! Hunter》 | 《Hey! Hunter》     | 《Hey! Hunter》 |
| 曲序            | 曲目                | 时长            |
| --------------- | ------------------- | --------------- |
| 1.              | T.Ra.V Ⅰ (Prologue) | 1:58            |
| 2.              | Hey! Hunter         | 3:36            |
| 3.              | 就算你沒有我        | 3:42            |
| 4.              | 穿西裝的女人        | 3:20            |
| 5.              | 我想回去            | 4:24            |
| 6.              | Jinx                | 3:23            |
| 7.              | 預約癒著            | 3:46            |
| 8.              | 奇怪的夢            | 4:17            |
| 9.              | Hey! Hunter (Remix) | 3:51            |
| 10.             | T.Ra.V Ⅱ (Epilogue) | 1:29            |
| 总时长：        | 总时长：            | 33:46           |

### 單曲
| 《我是傳說》電視原聲帶 | 《我是傳說》電視原聲帶     | 《我是傳說》電視原聲帶 | 《我是傳說》電視原聲帶 | 《我是傳說》電視原聲帶 | 《我是傳說》電視原聲帶                   | 《我是傳說》電視原聲帶 |
| 曲序                   | 曲目                       |                        | 作曲                   | 演唱                   | 备注                                     | 时长                   |
| ---------------------- | -------------------------- | ---------------------- | ---------------------- | ---------------------- | ---------------------------------------- | ---------------------- |
| 12.                    | 愛情就像雨水，愛情總是這樣 | 李在鶴 朴杞濚          | 李在鶴                 | 高恩美                 | 改編朴杞濚的專輯《波希米亞》中的同名歌曲 | 4:00                   |

| 《The DUET》2nd WEEK | 《The DUET》2nd WEEK | 《The DUET》2nd WEEK | 《The DUET》2nd WEEK | 《The DUET》2nd WEEK | 《The DUET》2nd WEEK               | 《The DUET》2nd WEEK |
| 曲序                 | 曲目                 |                      | 作曲                 | 演唱                 | 备注                               | 时长                 |
| -------------------- | -------------------- | -------------------- | -------------------- | -------------------- | ---------------------------------- | -------------------- |
| 1.                   | 初次見面             | 輝晟                 | 金道勳 李尚浩        | 高恩美 孫昊永        | 翻唱自G.NA與輝晟合唱的同名數位單曲 | 3:54                 |

## 獎項提名
| 年度 | 大獎          | 獎項                            | 作品             | 結果 | 來源    |
| ---- | ------------- | ------------------------------- | ---------------- | ---- | ------- |
| 2007 | MBC演技大賞   | 女子新人賞                      | 《那樣也喜歡！》 | 提名 | [ 17 ]  |
| 2011 | MBC電視劇大賞 | 連續劇 優秀女子演技賞           | 《危險的女人》   | 提名 | [ 122 ] |
| 2023 | MBC演技大賞   | 日日電視劇部門 女子最優秀演技賞 | 《天空的因緣》   | 提名 | [ 123 ] |

## 外部連結
- 高恩美的Instagram帳戶
- 高恩美在互联网电影资料库（IMDb）上的資料（英文）